# Micha Gabay
Michael "Micha" Gabay, född 21 januari 1947 i Landvetter, är en svensk skådespelare.
Gabay började som barnskådespelare på Stora Teatern i Göteborg. Efter scenskolan blev han 1971 engagerad vid Göteborgs Stadsteater där han arbetade under en lång rad år. Bland hans många roller på stadsteatern kan nämnas Svempa i Om 7 flickor 1972, Laertes i Hamlet 1977, titelrollen i Eugen Onegin 1984. 1987 spelade han gangster i Hagge Geigerts uppsättning av Arsenik och gamla spetsar på Lisebergsteatern. 1996 och 1997 spelade han i Lars Noréns Tiden är vårt hem och Blod på Göteborgs Stadsteater. 
Gabay har gjort många roller för TV-teatern. Många minns honom som Tok-Harry i TV-serien Hedebyborna 1978. Han hade även en större roll som disponentson i de två omgångarna av TV-serien Träpatronerna på 1980-talet. Vid sidan av skådespeleriet har Gabay ägnat sig åt egen affärsverksamhet, en period drev han en jeansfabrik med tillhörande butik.

## Filmografi
- 1971 – Offside (TV-serie)
- 1973 – Krocken (TV-film)
- 1974 – Diskrummet (TV-film)
- 1975 – Fru Inger til Østråt
- 1975 – Jourhavande (TV-serie)
- 1976 – Raskens (TV-serie)
- 1977 – Bröderna Lejonhjärta
- 1977 – Soldat med brutet gevär (TV-serie)
- 1978 – Hedebyborna (TV-serie)
- 1978 – Albert & Herbert
- 1978 – Dygnet runt (TV-serie)
- 1979 – Jag är med barn
- 1981 – Hundarnas morgon
- 1981 – Sigurd Fafnersbane
- 1981 – Stjärnhuset (TV-serie)
- 1982 – Ringlek (TV-serie)
- 1983 – Vid din sida (TV-serie)
- 1984 – Tryggare kan ingen vara ... (TV-serie)
- 1984 – Träpatronerna (TV-serie) (även 1988)
- 1985 – Lösa förbindelser (TV-serie)
- 1987 – Skjutshållet
- 1996 – Harry & Sonja